# Christopher Anstey
Christopher Anstey (Brinkley, 1724. október 31. – Bath, 1805. augusztus 3.) angol költő, szatirikus.

## Életpályája
Christopher Anstey tiszteletes egyetlen fia volt. Bury St. Edmundsben, Etonban és Cambridgeben tanult. 1746-ban végezte el a bölcsészeti egyetemet, de a végzettségét tanúsító papírt 1754-ig nem kapta meg, mert ellenszegült a bentlakásos iskola rendszabályainak. Ebben az évben anyja meghalt, a családi örökség Anstey-é lett. Két év múlva feleségül vette Ann Calvertet. Számos gyermekük született, közülük egy, John, szintén költő lett. Élete hátralévő részében Anstey kényelemben és jólétben élt. 1770-ben Bath-ba költöztek. Később a parlament tagja lett. Közel nyolcvanegy évesen halt meg Bath-ban. A westminsteri apátságban temették el.

## Művei
Egyetemi évei alatt főleg latin verseket írt, leginkább mégis a The New Bath Guide, or Memoirs of The B–r–d (Blunderhead, kb. Lükeházy) Family című episztolakötetéről ismerték. Horace Walpole azt mondta, hogy „ilyen sok humor, költőiség és eredetiség korábban még senkiben nem találkozott.” A mai olvasó talán inkább Austin Dobsonnal ért egyet, hogy „ettől kezdve az eredetiség valami ősrégit jelent”. Anstey szatírái szellemesek és ötletesek, de noha nagyon sokat írt, valahogy „egykönyves” szerző maradt. Tobias Smollett a Humphrey Clinkers néhány figuráját róla másolta, és Thomas Gray is csodálta, de mára Ansteyt gyakorlatilag – és teljesen megérdemelten – elfelejtették. Mégis, ahogy George Saintbury mondja, Ansteynek volt érzéke a verseléshez – bár nem volt „jobb füle, mint Drydennek vagy Händelnek”, ahogy Walpole állította. Lényegében véve, ahogy Saintbury mondja, társadalmi szatírákat írt, mint Swift és Gay, bár ő jóindulatúbb, mint Swift.
Anstey csaknem összes későbbi műve ugyanabban a verses levél-formában íródott, mint a The New Bath Guide. Verselése nem igazi költészet, de szellemes, szókimondó, bár felületes. A korabeli puritán olvasók számára Anstey botrányosan szabadszájú volt, de tulajdonképpen benne semmi sincs Swift vagy akár Gay közönségességéből. Akkoriban egész sereg szatíraíró volt, akik közül ő kiemelkedett, de ma éppúgy nem olvassa szinte senki, mint a többieket.

## Főbb művei
- The New Bath Guide (1766)
- The Patriot (1767)
- An Election Ball (1776)
- Envy (1778)